# Abdelrahman Al-Masatfa
Abdelrahman Al-Masatfa (em árabe: عبد الرحمن المصاطفة; 26 de maio de 1996) é um carateca jordaniano, medalhista olímpico.

## Carreira
Al-Masatfa conquistou a medalha de bronze nos Jogos Olímpicos de Verão de 2020 em Tóquio, após confronto na semifinal contra o turco Eray Şamdan na modalidade kumite masculina até 67 kg. Em dezembro de 2021, ele ganhou uma das medalhas de bronze em seu evento no Campeonato Asiático de Caratê.